# Andrea Scanavacca
Andrea Scanavacca (Rovigo, 23 de julio de 1973) es un exjugador de rugby y antiguo director deportivo del Rugby Rovigo, que jugaba en la posición de apertura. Su carrera ha estado intensamente ligada a su club de siempre, el Rovigo, donde jugó con el primer equipo de 1991 a 2008 salvo dos pequeños intervalos en Roma y Calvisano. Mantiene, con 3368 puntos, el título de máximo anotador de la historia de la liga italiana. Además ha jugado 11 partidos con la Selección italiana anotando 49 puntos.

## Carrera
Aunque nacido en Rovigo, Andrea Scanavacca ha vivido toda su vida en Arquà Polesine, un pueblo de la misma provincia de Rovigo, donde sus padres regentan un restaurante.
Siendo un jugador no muy alto (176 cm), desde la infancia, cuando entró en los juveniles del Rovigo, demostró una capacidad especial para la carrera y para el juego con el pie.; debutó con el primer equipo el 2 de febrero de 1992 en Treviso en un partido de la serie A1 contra el Tarvisium (con victoria por 36-16) siendo, de esta manera, el sustituto del surafricano Naas Botha en el puesto de apertura.
Hasta el 2000 fue titular indiscutible como el apertura del Rovigo. Pero no fue hasta 1999 que se produjo el debut con la Selección italiana (contra Uruguay) durante los partidos preparatorios para el mundial de 1999, al que de todas formas no fue convocado, durante la etapa de Massimo Mascioletti como seleccionador.
En el año 2000 cambia de aires y se va al Rugby Roma, reciente campeón de Italia, pero para regresar a Rovigo en la siguiente temporada.
Con la Selección, fue convocado de manera irregular por los distintos seleccionadores, tanto con Johnstone como con Kirwan (jugó cuatro "Test Match" entre 2001 y 2004, uno de ellos en Twickenham contra Inglaterra en el Seis Naciones 2001), pero sería con el francés Pierre Berbizier con quien entraría de manera constante el ya treintañero Scanavacca a partir de 2006; probablemente su mejor momento con la selección vino durante el Seis Naciones 2007, cuando Italia consigue ganar su primer partido como visitante, en Murrayfield contra Escocia (37-17), consiguiendo un ensayo, cuatro transfomaciones de cuatro intentos y tres golpes de castigo de tres, para anotarse un total de 22 puntos.
Sin embargo, ese sería el penúltimo partido de Scanavacca vestido de azzurro, puesto que el jugador, que ese mismo año había vuelto a dejar Rovigo y jugaba en Calvisano, disputaría solamente otro partido internacional, el último partido del Seis Naciones contra Irlanda en el Flaminio, antes de ser excluido de la preselección para los partidos de preparación para el Mundial de 2007. Esto provoca una gran desilusión a Scanavacca y le hace anunciar su retirada del rugby.
Sólo tres meses antes Andrea Scanavacca se había convertido en el mayor anotador de la historia del campeonato italiano tras anotar 23 puntos con el Calvisano frente al Petrarca, con lo que llegaba a la suma de 3.212, 6 más que el anterior récord fijado por Stefano Bettarello.
A pesar de su decisión de retirarse, decide regresar para jugar su tercera etapa en Rovigo durante la temporada 2007-2008, para retirarse definitivamente a su finalización tras haber realizado en total 89 puntos que dejan su récord en 3.368.
Tras la retirada de los terrenos de juego pasó a los despachos como miembro de la directiva de su club de siempre, el Rovigo, como director deportivo, cargo que actualmente ya no tiene.